# Pearlette Louisy
Calliopa Pearlette Louisy fue la Gobernadora General de Santa Lucía, un pequeño país al norte de Venezuela y San Vicente y las Granadinas, en la región del Caribe entre 1997 y 2017.
Nació el 8 de junio de 1946. Realizó sus estudios de licenciatura en la Universidad de las Indias Occidentales gracias a una beca del gobierno canadiense, el cual le volvió a apoyar para cursar la Maestría en Lingüística con especialidad en Didáctica en la Universidad Laval de Quebec. En 1991 se graduó como Doctora en Educación en la Universidad de Bristol del Reino Unido. 
Por su destacada carrera en el campo de la educación la Reina Isabel II del Reino Unido la nombró dama gran cruz de la Orden de San Miguel y San Jorge en 1999.